# Râul Jijila
Râul Jijila este un curs de apă, afluent al Dunării. Se varsă în lacul Jijila. 